# Курила
Курила (на албански: Kurila или Kurilë) е село в Албания, част от община Девол, област Корча.

## География
Селото е разположено на 12 километра източно от град Корча, по горното течение на река Девол в котловина между Грамос и Морава.

## История
На Етнографската карта на Битолския вилает на Картографския институт в София от 1901 година Курила е чисто българско село в Костурската каза на Корчанския санджак с 4 къщи.
На етническата карта на Костурското братство в София от 1940 година, към 1912 година Курилово е обозначено като албанско селище.
Георги Христов обозначава на картата си селото като Курилово.
До 2015 година селото е част от община Център Билища.